# エロール・スペンス・ジュニア 対 ヨルデニス・ウガス戦
エロール・スペンス・ジュニア 対 ヨルデニス・ウガス戦（エロール・スペンス・ジュニア たい ヨルデニス・ウガスせん）は、2021年7月17日、アメリカ合衆国テキサス州サンアントニオのAT&Tスタジアムで開催されたプロボクシングの試合。WBC・IBF世界ウェルター級王者のスペンス・ジュニアとWBA世界ウェルター級スーパー王者のウガスが行う3団体王座統一戦。試合はShowtimeが第1部をチャンピオンシップ・ボクシングで第2部をペイ・パー・ビューで放送した。

## 試合成立まで
2017年5月27日、シェフィールドのブラモールレーンでスペンス・ジュニアがIBF世界ウェルター級王者のケル・ブルックと対戦し、11回1分42秒KO勝ちを収め王座獲得に成功した。
2018年1月20日、バークレイズ・センターでスペンス・ジュニアが元世界2階級制覇王者でIBF世界ウェルター級5位のラモン・ピーターソンと対戦し、ピーターソンが7回終了時に棄権した為、スペンス・ジュニアがTKO勝ちを収め初防衛に成功した。
2018年6月16日、テキサス州フリスコのフォード・センター・アット・ザ・スターにてスペンス・ジュニアがカルロス・オカンポと対戦し、初回3分KO勝ちを収め2度目の防衛に成功した。
2019年3月16日、サンアントニオのAT&Tスタジアムでスペンス・ジュニアが実質2階級下のミゲル・アンヘル・ガルシアと対戦し、12回3-0（2者が120-108、120-107）判定勝ちを収め3度目の防衛に成功し、WBCダイヤモンド王座も獲得した。スペンスが試合の観戦に来ていたマニー・パッキャオに対戦を呼びかけると、パッキャオも「いいですよ。ファンが望むことをしましょう」と対戦に同意した。
2019年9月28日、アメリカのロサンゼルス、ステープルズ・センターでスペンス・ジュニアがWBC世界ウェルター級王者ショーン・ポーターと王座統一戦を行う。11回にスペンスが左フックでダウンを奪い、12回2-1（116-111×2、112-115）の判定勝ちを収めIBF王座は4度目の防衛、WBC王座の獲得に成功した。この試合でスペンスは200万ドル（約2億1000万円）のファイトマネーに加えて、ペイ・パー・ビュー売上げの歩合を稼いだ。
2020年9月6日、ロサンゼルスのマイクロソフト・シアターでウガスがアレクサンデル・ベスプーチンの王座剥奪に伴うWBA世界ウェルター級王座決定戦をWBA世界ウェルター級6位のアベル・ラモスと行い、12回2-1（111-117、2者が115-113）の判定勝ちを収め王座を獲得した。
2020年12月5日、サンアントニオのAT&Tスタジアムに新型コロナウイルス禍の影響で集客が規制されている中で16,102人の観客を動員して、ダニー・ガルシアと対戦し、12回3-0（117-111、2者が116-112）の判定勝ちを収めIBF王座は5度目、WBC王座の初防衛に成功した。またWBCがこの日のために特別に作成した医療従事者が描かれた特別ベルトも獲得した。
2021年8月21日、ラスベガスのT-モバイル・アリーナでウガスがWBA世界ウェルター級休養王者マニー・パッキャオと団体内王座統一戦を行い、12回3-0（115-113、2者が116-112）の判定勝ちを収め初防衛に成功した。
2022年4月16日、AT&Tスタジアムでスペンス・ジュニアとウガスによる3団体王座統一戦を行い、スペンス・ジュニアが10回1分44秒にドクターストップによるTKO勝ちを収めWBCは2度目、IBF王座は6度目の防衛、WBAスーパー王座の獲得に成功した。

## 対戦カード
^Note 1 WBA・WBC・IBF世界ウェルター級王座統一戦
^Note 2 WBOインターコンチネンタルライト級王座決定戦
^Note 3 WBCアメリカ大陸ライト級王座決定戦
^Note 4 WBA世界ウェルター級タイトルマッチ

### 採点表

#### 第1部メイン
| 王座：WBA世界ウェルター級タイトルマッチ | 王座：WBA世界ウェルター級タイトルマッチ | 王座：WBA世界ウェルター級タイトルマッチ | 王座：WBA世界ウェルター級タイトルマッチ | 王座：WBA世界ウェルター級タイトルマッチ |                                                | 主審：ラファエル・ラモス                       | 主審：ラファエル・ラモス                       | 主審：ラファエル・ラモス                       | 主審：ラファエル・ラモス                       | 主審：ラファエル・ラモス                                                               |                                                                                        | 立会人：フリオ・ゼイム（パナマ:チャンピオンシップ委員会副チェアマン）                  | 立会人：フリオ・ゼイム（パナマ:チャンピオンシップ委員会副チェアマン）                  | 立会人：フリオ・ゼイム（パナマ:チャンピオンシップ委員会副チェアマン）                  | 立会人：フリオ・ゼイム（パナマ:チャンピオンシップ委員会副チェアマン） | 立会人：フリオ・ゼイム（パナマ:チャンピオンシップ委員会副チェアマン） |
| 開催日：2021年4月16日                   | 開催日：2021年4月16日                   | 開催日：2021年4月16日                   | 開催日：2021年4月16日                   | 開催日：2021年4月16日                   | 会場：テキサス州サンアントニオ・AT&Tスタジアム | 会場：テキサス州サンアントニオ・AT&Tスタジアム | 会場：テキサス州サンアントニオ・AT&Tスタジアム | 会場：テキサス州サンアントニオ・AT&Tスタジアム | 会場：テキサス州サンアントニオ・AT&Tスタジアム | 主催：TGBプロモーション プロベラム ディベイラ・エンターテイメント ワールド・ボクシング | 主催：TGBプロモーション プロベラム ディベイラ・エンターテイメント ワールド・ボクシング | 主催：TGBプロモーション プロベラム ディベイラ・エンターテイメント ワールド・ボクシング | 主催：TGBプロモーション プロベラム ディベイラ・エンターテイメント ワールド・ボクシング | 主催：TGBプロモーション プロベラム ディベイラ・エンターテイメント ワールド・ボクシング |                                                                       |                                                                       |
| ラジャブ・ブタエフ                      | ラジャブ・ブタエフ                      | 対                                      | エイマンタス・スタニオニス              | エイマンタス・スタニオニス              | ラジャブ・ブタエフ                             | ラジャブ・ブタエフ                             | 対                                             | エイマンタス・スタニオニス                     | エイマンタス・スタニオニス                     | ラジャブ・ブタエフ                                                                     | ラジャブ・ブタエフ                                                                     | 対                                                                                     | エイマンタス・スタニオニス                                                             | エイマンタス・スタニオニス                                                             |                                                                       |                                                                       |
| RS                                      | TS                                      | 回                                      | TS                                      | RS                                      | RS                                             | TS                                             | 回                                             | TS                                             | RS                                             | RS                                                                                     | TS                                                                                     | 回                                                                                     | TS                                                                                     | RS                                                                                     |                                                                       |                                                                       |
| 9                                       |                                         | 1                                       |                                         | 10                                      |                                                | 9                                              |                                                | 1                                              |                                                | 10                                                                                     |                                                                                        | 10                                                                                     |                                                                                        | 1                                                                                      |                                                                       | 9                                                                     |
| 9                                       | 18                                      | 2                                       | 20                                      | 10                                      | 10                                             | 19                                             | 2                                              | 19                                             | 9                                              | 10                                                                                     | 20                                                                                     | 2                                                                                      | 18                                                                                     | 9                                                                                      |                                                                       |                                                                       |
| 9                                       | 27                                      | 3                                       | 30                                      | 10                                      | 9                                              | 28                                             | 3                                              | 29                                             | 10                                             | 10                                                                                     | 30                                                                                     | 3                                                                                      | 27                                                                                     | 9                                                                                      |                                                                       |                                                                       |
| 9                                       | 36                                      | 4                                       | 40                                      | 10                                      | 10                                             | 38                                             | 4                                              | 38                                             | 9                                              | 9                                                                                      | 39                                                                                     | 4                                                                                      | 37                                                                                     | 10                                                                                     |                                                                       |                                                                       |
| 9                                       | 45                                      | 5                                       | 50                                      | 10                                      | 9                                              | 47                                             | 5                                              | 48                                             | 10                                             | 10                                                                                     | 49                                                                                     | 5                                                                                      | 46                                                                                     | 9                                                                                      |                                                                       |                                                                       |
| 9                                       | 54                                      | 6                                       | 60                                      | 10                                      | 9                                              | 56                                             | 6                                              | 58                                             | 10                                             | 9                                                                                      | 58                                                                                     | 6                                                                                      | 56                                                                                     | 10                                                                                     |                                                                       |                                                                       |
| 9                                       | 63                                      | 7                                       | 70                                      | 9                                       | 9                                              | 65                                             | 7                                              | 68                                             | 10                                             | 9                                                                                      | 67                                                                                     | 7                                                                                      | 66                                                                                     | 9                                                                                      |                                                                       |                                                                       |
| 10                                      | 73                                      | 8                                       | 79                                      | 9                                       | 10                                             | 75                                             | 8                                              | 76                                             | 9                                              | 10                                                                                     | 77                                                                                     | 8                                                                                      | 75                                                                                     | 9                                                                                      |                                                                       |                                                                       |
| 9                                       | 82                                      | 9                                       | 89                                      | 10                                      | 9                                              | 84                                             | 9                                              | 86                                             | 10                                             | 10                                                                                     | 87                                                                                     | 9                                                                                      | 84                                                                                     | 9                                                                                      |                                                                       |                                                                       |
| 10                                      | 92                                      | 10                                      | 98                                      | 9                                       | 10                                             | 94                                             | 10                                             | 96                                             | 9                                              | 10                                                                                     | 97                                                                                     | 10                                                                                     | 93                                                                                     | 9                                                                                      |                                                                       |                                                                       |
| 9                                       | 101                                     | 11                                      | 107                                     | 9                                       | 8                                              | 102                                            | 11                                             | 106                                            | 10                                             | 8                                                                                      | 105                                                                                    | 11                                                                                     | 103                                                                                    | 10                                                                                     |                                                                       |                                                                       |
| 9                                       | 110                                     | 12                                      | 117                                     | 10                                      | 9                                              | 111                                            | 12                                             | 116                                            | 10                                             | 9                                                                                      | 114                                                                                    | 12                                                                                     | 113                                                                                    | 10                                                                                     |                                                                       |                                                                       |
| 計                                      | 110                                     | –                                       | 117                                     | 計                                      |                                                | 計                                             | 111                                            | –                                              | 116                                            | 計                                                                                     |                                                                                        | 計                                                                                     | 114                                                                                    | –                                                                                      | 113                                                                   | 計                                                                    |
| 副審：ハビエル・アルバレス              | 副審：ハビエル・アルバレス              | 副審：ハビエル・アルバレス              | 副審：ハビエル・アルバレス              | 副審：ハビエル・アルバレス              | 副審：ロバート・ホイル                         | 副審：ロバート・ホイル                         | 副審：ロバート・ホイル                         | 副審：ロバート・ホイル                         | 副審：ロバート・ホイル                         | 副審：ホセ・ロベルト・トーレス                                                         | 副審：ホセ・ロベルト・トーレス                                                         | 副審：ホセ・ロベルト・トーレス                                                         | 副審：ホセ・ロベルト・トーレス                                                         | 副審：ホセ・ロベルト・トーレス                                                         |                                                                       |                                                                       |
| 処分：なし                              | 処分：なし                              | 処分：なし                              | 処分：なし                              | 処分：なし                              | 減点：11回:ブタエフがホールディングで1点減点   | 減点：11回:ブタエフがホールディングで1点減点   | 減点：11回:ブタエフがホールディングで1点減点   | 減点：11回:ブタエフがホールディングで1点減点   | 減点：11回:ブタエフがホールディングで1点減点   | 結果：スタニオニスの12回判定勝ち                                                       | 結果：スタニオニスの12回判定勝ち                                                       | 結果：スタニオニスの12回判定勝ち                                                       | 結果：スタニオニスの12回判定勝ち                                                       | 結果：スタニオニスの12回判定勝ち                                                       |                                                                       |                                                                       |

#### ペイ・パー・ビューメイン
| 王座：WBA・WBC・IBF世界ウェルター級王座統一戦 | 王座：WBA・WBC・IBF世界ウェルター級王座統一戦 | 王座：WBA・WBC・IBF世界ウェルター級王座統一戦 | 王座：WBA・WBC・IBF世界ウェルター級王座統一戦 | 王座：WBA・WBC・IBF世界ウェルター級王座統一戦 |                                                | 主審：ルーレンス・コール（WBC）                | 主審：ルーレンス・コール（WBC）                | 主審：ルーレンス・コール（WBC）                | 主審：ルーレンス・コール（WBC）                | 主審：ルーレンス・コール（WBC）                                                        |                                                                                        | 立会人：ホセ・オリバー・ゴメス（WBA:パナマ,ゼネラルアドバイザー） レックス・ウォルカー（WBC:アメリカ,WBC副会長） ペテ・ポドゴースキー（IBF:アメリカ,IBFシカゴ支部長兼アメリカ中部統括本部長） | 立会人：ホセ・オリバー・ゴメス（WBA:パナマ,ゼネラルアドバイザー） レックス・ウォルカー（WBC:アメリカ,WBC副会長） ペテ・ポドゴースキー（IBF:アメリカ,IBFシカゴ支部長兼アメリカ中部統括本部長） | 立会人：ホセ・オリバー・ゴメス（WBA:パナマ,ゼネラルアドバイザー） レックス・ウォルカー（WBC:アメリカ,WBC副会長） ペテ・ポドゴースキー（IBF:アメリカ,IBFシカゴ支部長兼アメリカ中部統括本部長） | 立会人：ホセ・オリバー・ゴメス（WBA:パナマ,ゼネラルアドバイザー） レックス・ウォルカー（WBC:アメリカ,WBC副会長） ペテ・ポドゴースキー（IBF:アメリカ,IBFシカゴ支部長兼アメリカ中部統括本部長） | 立会人：ホセ・オリバー・ゴメス（WBA:パナマ,ゼネラルアドバイザー） レックス・ウォルカー（WBC:アメリカ,WBC副会長） ペテ・ポドゴースキー（IBF:アメリカ,IBFシカゴ支部長兼アメリカ中部統括本部長） |
| 開催日：2021年4月16日                         | 開催日：2021年4月16日                         | 開催日：2021年4月16日                         | 開催日：2021年4月16日                         | 開催日：2021年4月16日                         | 会場：テキサス州サンアントニオ・AT&Tスタジアム | 会場：テキサス州サンアントニオ・AT&Tスタジアム | 会場：テキサス州サンアントニオ・AT&Tスタジアム | 会場：テキサス州サンアントニオ・AT&Tスタジアム | 会場：テキサス州サンアントニオ・AT&Tスタジアム | 主催：TGBプロモーション プロベラム ディベイラ・エンターテイメント ワールド・ボクシング | 主催：TGBプロモーション プロベラム ディベイラ・エンターテイメント ワールド・ボクシング | 主催：TGBプロモーション プロベラム ディベイラ・エンターテイメント ワールド・ボクシング | 主催：TGBプロモーション プロベラム ディベイラ・エンターテイメント ワールド・ボクシング | 主催：TGBプロモーション プロベラム ディベイラ・エンターテイメント ワールド・ボクシング | | |
| エロール・スペンス・ジュニア                  | エロール・スペンス・ジュニア                  | 対                                            | ヨルデニス・ウガス                            | ヨルデニス・ウガス                            | エロール・スペンス・ジュニア                   | エロール・スペンス・ジュニア                   | 対                                             | ヨルデニス・ウガス                             | ヨルデニス・ウガス                             | エロール・スペンス・ジュニア                                                           | エロール・スペンス・ジュニア                                                           | 対 | ヨルデニス・ウガス | ヨルデニス・ウガス | | |
| RS                                            | TS                                            | 回                                            | TS                                            | RS                                            | RS                                             | TS                                             | 回                                             | TS                                             | RS                                             | RS                                                                                     | TS                                                                                     | 回 | TS | RS | | |
| 9                                             |                                               | 1                                             |                                               | 10                                            |                                                | 9                                              |                                                | 1                                              |                                                | 10                                                                                     |                                                                                        | 9 | | 1 | | 10 |
| 10                                            | 19                                            | 2                                             | 19                                            | 9                                             | 10                                             | 19                                             | 2                                              | 19                                             | 9                                              | 10                                                                                     | 19                                                                                     | 2 | 19 | 9 | | |
| 10                                            | 29                                            | 3                                             | 28                                            | 9                                             | 10                                             | 29                                             | 3                                              | 28                                             | 9                                              | 10                                                                                     | 29                                                                                     | 3 | 28 | 9 | | |
| 10                                            | 39                                            | 4                                             | 37                                            | 9                                             | 10                                             | 39                                             | 4                                              | 37                                             | 9                                              | 10                                                                                     | 39                                                                                     | 4 | 37 | 9 | | |
| 10                                            | 49                                            | 5                                             | 46                                            | 9                                             | 10                                             | 49                                             | 5                                              | 46                                             | 9                                              | 10                                                                                     | 49                                                                                     | 5 | 46 | 9 | | |
| 9                                             | 58                                            | 6                                             | 56                                            | 10                                            | 9                                              | 58                                             | 6                                              | 56                                             | 10                                             | 9                                                                                      | 58                                                                                     | 6 | 56 | 10 | | |
| 10                                            | 68                                            | 7                                             | 65                                            | 9                                             | 10                                             | 68                                             | 7                                              | 65                                             | 9                                              | 10                                                                                     | 68                                                                                     | 7 | 65 | 9 | | |
| 10                                            | 78                                            | 8                                             | 73                                            | 8                                             | 10                                             | 78                                             | 8                                              | 74                                             | 9                                              | 10                                                                                     | 78                                                                                     | 8 | 73 | 8 | | |
| 10                                            | 88                                            | 9                                             | 82                                            | 9                                             | 10                                             | 88                                             | 9                                              | 83                                             | 9                                              | 10                                                                                     | 88                                                                                     | 9 | 82 | 9 | | |
| 計                                            |                                               | –                                             |                                               | 計                                            |                                                | 計                                             |                                                | –                                              |                                                | 計                                                                                     |                                                                                        | 計 | | – | | 計 |
| 副審：ティム・チーザム                        | 副審：ティム・チーザム                        | 副審：ティム・チーザム                        | 副審：ティム・チーザム                        | 副審：ティム・チーザム                        | 副審：グレン・フェルドマン                     | 副審：グレン・フェルドマン                     | 副審：グレン・フェルドマン                     | 副審：グレン・フェルドマン                     | 副審：グレン・フェルドマン                     | 副審：スティーブ・ワイスフェルド                                                       | 副審：スティーブ・ワイスフェルド                                                       | 副審：スティーブ・ワイスフェルド | 副審：スティーブ・ワイスフェルド | 副審：スティーブ・ワイスフェルド | | |
| 処分：なし                                    | 処分：なし                                    | 処分：なし                                    | 処分：なし                                    | 処分：なし                                    | 減点：なし                                     | 減点：なし                                     | 減点：なし                                     | 減点：なし                                     | 減点：なし                                     | 結果：スペンス・ジュニアの10回1分44秒TKO勝ち                                           | 結果：スペンス・ジュニアの10回1分44秒TKO勝ち                                           | 結果：スペンス・ジュニアの10回1分44秒TKO勝ち | 結果：スペンス・ジュニアの10回1分44秒TKO勝ち | 結果：スペンス・ジュニアの10回1分44秒TKO勝ち | | |